# Малый Златоуст (Екатеринбург)
Церковь Сошествия Святого Духа (Свя́то-Ду́ховская, также Ма́лый Златоу́ст) — первый каменный храм Екатеринбурга. Закладка храма состоялась 28 мая 1755 года на углу Покровского проспекта и улицы Уктусской. Храм возводился на средства уральского купца Филиппа Сокольникова.
В 1759 году был освящён северный придел церкви — во имя святого Иоанна Златоустого, из-за чего и весь Свято-Духовский храм екатеринбуржцы обычно называли Златоустом. В 1768 году был освящён главный престол в честь Сошествия Святого Духа, а в 1786-м — южный придел в честь Покрова Пресвятой Богородицы, давший название Покровскому проспекту (сегодня — улица Малышева).
В 1928 году храм был закрыт властями под предлогом его ветхости, а затем снесён — понадобилась площадка для хранения стройматериалов для возводимого напротив Дома контор. Какое-то время площадка пустовала, пока в 1964 году здесь не построили Дом бытового комбината «Рубин», здание которого по высоте и конструктивным особенностям можно отнести к числу первых «небоскрёбов» города.